# آناکسیبیا
آناکسیبیا (به یونانی: Άναξίβια)در اساطیر یونانی، نام چهار شخصیت متفاوت است که در اسطوره‌های یونان از آنها یاد شده‌است.
- آناکسیبیا، دختر بیاس و ایفیاناسا و خواهر ملاپوس.

او با پلیاس ازدواج کرد، و آلکستیس، آکاستوس، پیسیدیس، پلوپیا، هیپوتو، مدوسا، آستروپیا وآنتینوه را به دنیا آورد. او گاهی به نام آلفیسیبویا شناخته می‌شود.
- آناکسیبیا، دختر آترئوس و آئروپه.[۳]
- آناکسیبیا، یکی از دختران دانائوس. که با آرکیلاوس ازدواج کرد و یک پسر بنام آجیپتوس را به دنیا آورد.[۴]
- آناکسیبیا، دختر کراتیوس.[۵]
- آناکسیبیا، حوری موجد رود گنگ.[۶]